# 핵분열가족
"핵분열가족"(The Freaking Family)은 한국에서 제작된 박재영 감독의 2004년 코미디, 공포, 가족 영화이다. 이현정 등이 주연으로 출연하였다.

## 출연

### 주연
- 이현정
- 안진수
- 주부진
- 정은주
- 이승철

## 기타
- 제작부: 채민식
- 조명: 장태현
- 조명: 윤경현
- 조연출: 이명석
- 조연출: 이성준
- 조연출: 김정필
- 붐어시스턴트: 안대환
- 믹싱: 김석원
- 미술: 조화성
- 미술: 최현석
- 시각효과: 신대용